# Кобилино
Коби́лино (болг. Кобилино) — село в Хасковській області Болгарії. Входить до складу общини Івайловград.

## Населення
За даними перепису населення 2011 року у селі проживали 77 осіб.
Національний склад населення села:
| Національність   | Кількість осіб | Відсоток |
| ---------------- | -------------- | -------- |
| турки            | 53             | 81,5%    |
| болгари          | 11             | 16,9%    |
| Всього відповіли | 65             |          |

Розподіл населення за віком у 2011 році:
Динаміка населення: